# Ricardo Donato Rodrigues
Ricardo Donato Rodrigues é um médico e professor brasileiro. Foi um dos precursores da Medicina de Família e Comunidade (MFC) no Brasil, a partir da criação do Programa de Residência em MFC da Faculdade de Ciências Médicas da Universidade do Estado do Rio de Janeiro (FCM/Uerj), em 1976, sob a denominação de "Medicina Integral".
Na Uerj, graduou-se em Medicina (1969), cursou mestrado (1979), doutorado (1999) e se tornou professor do Departamento de Medicina Integral, Familiar e Comunitária. Foi diretor-geral do Hospital Universitário Pedro Ernesto e presidente da Associação de Medicina de Família e Comunidade do Estado do Rio de Janeiro.
É considerado um dos pioneiros da especialidade no Brasil, ao lado de Ellis D'Arrigo Busnello, Carlos Grossman, Guilherme Montenegro Abath, Kurt Kloetzel e Dante Romanó Junior.